# Donje Točane
Donje Točane (cyr. Доње Точане) – wieś w Serbii, w okręgu toplickim, w gminie Kuršumlija. W 2011 roku liczyła 54 mieszkańców.